# Melchior Barthel
Pour les articles homonymes, voir Barthel.
Melchior Barthel est un sculpteur allemand, né le 10 décembre 1625 à Dresde où il est mort le 12 novembre 1672.

## Biographie
Melchior Barthel naît le 10 décembre 1625 à Dresde. Il est le fils du sculpteur dresdois Hiéronimus Barthel.
À l’âge de 15 ans, il commence un apprentissage chez son père, qui meurt peu de temps après. Il part alors en quête d’un nouveau maître, qu’il trouve à Schneeberg en la personne de Johann Böhme (de). En 1645, il entame un voyage qui le conduit à Ratisbonne chez le sculpteur Heinrich Wilhelm, puis à Passau chez le sculpteur Johann Seitz, où il complète avec succès son apprentissage. Son voyage se poursuit en direction de l’Autriche, jusqu’à Ulm. Là, il apprend à travailler l’ivoire chez David Helscher. Trois ans plus tard, il se rend à Rome, où il travaille à son compte. Après deux ans, il quitte la ville et se tourne vers Venise.
De 1665 à 1669, il participe à la conception du monument funéraire au doge Giovanni Pesaro, situé dans la basilique Santa Maria Gloriosa dei Frari, sous la direction de l’architecte Baldassare Longhena. Pour ce monument, il sculpte, entre autres, les quatre télamons et deux groupes allégoriques.
Pendant dix-sept ans, Barthel vit et travaille à Venise.
En 1670, il revient à Dresde, accompagné de deux élèves sculpteurs, Paul Premsler et Elias Ränz. Il est nommé sculpteur de la cour de Saxe la même année par l’électeur Jean-Georges II. Ränz devient sculpteur à Bayreuth.
Le sculpteur Mathias Wenzel Jäckel (de), qui s’installa plus tard à Prague, fut un autre de ses élèves.
La santé de Barthel se détériore rapidement et, le 12 novembre 1672, il meurt à Dresde.

## Galerie

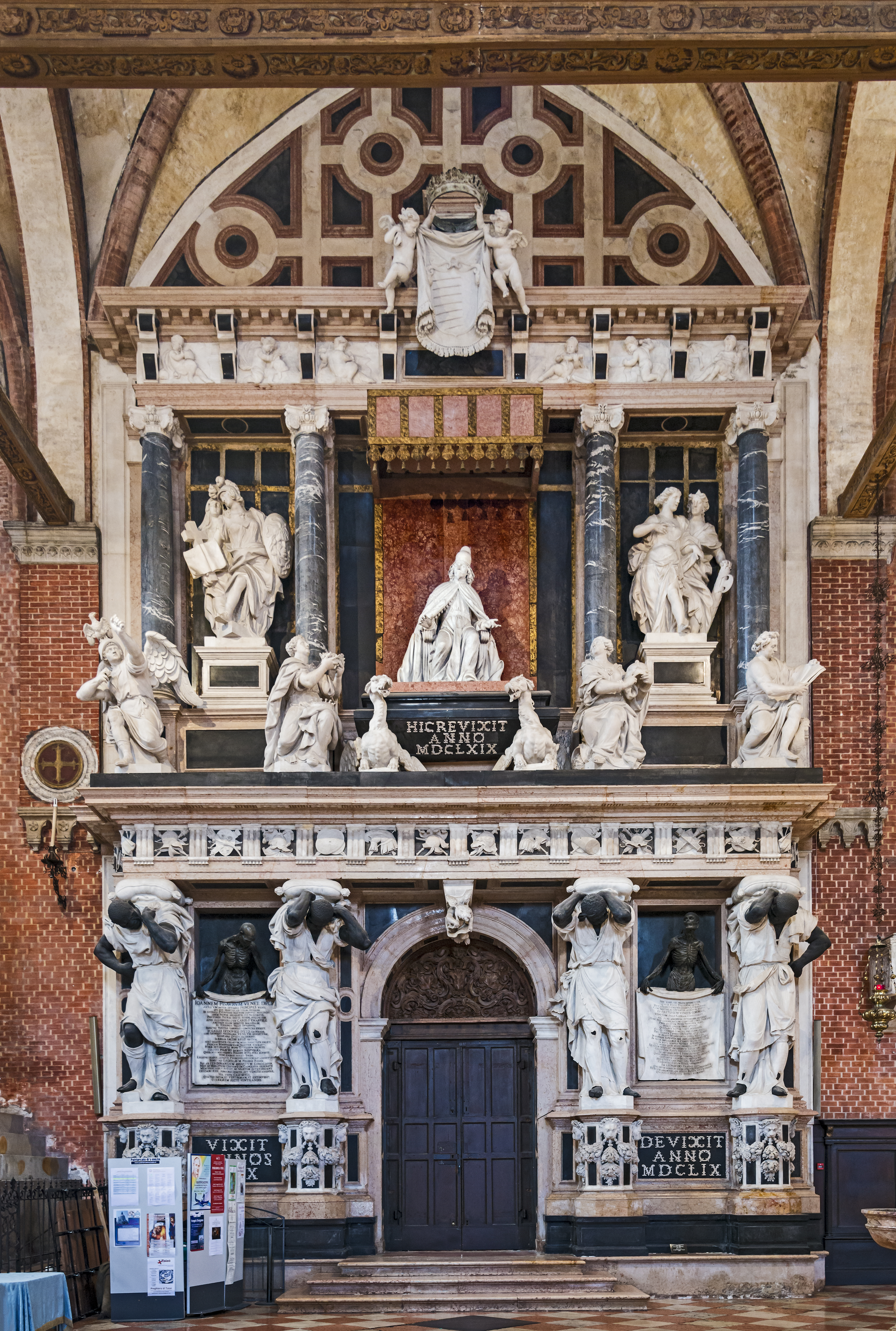
Monument funéraire au doge Giovanni Pesaro.
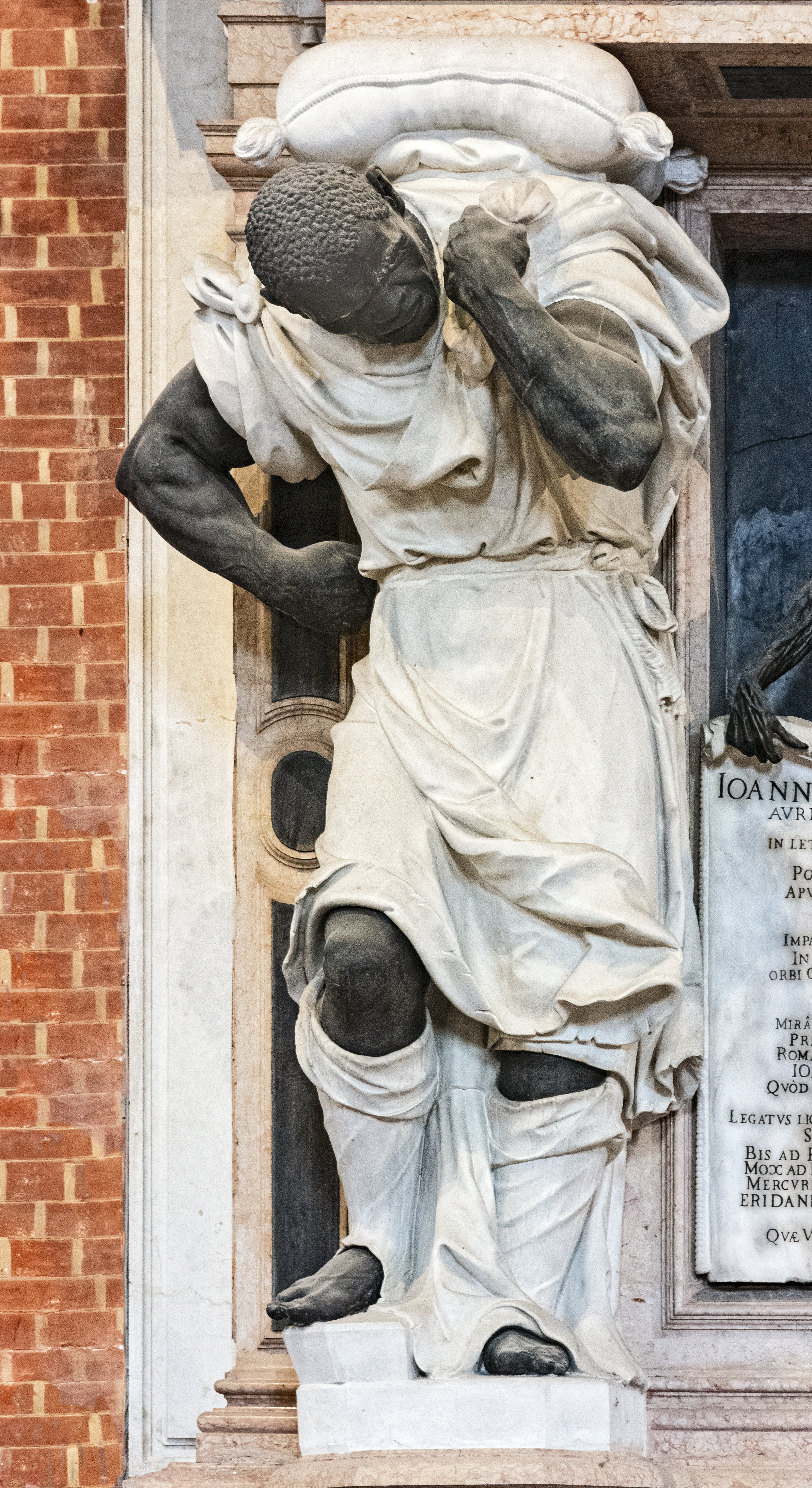
Premier télamon de gauche.
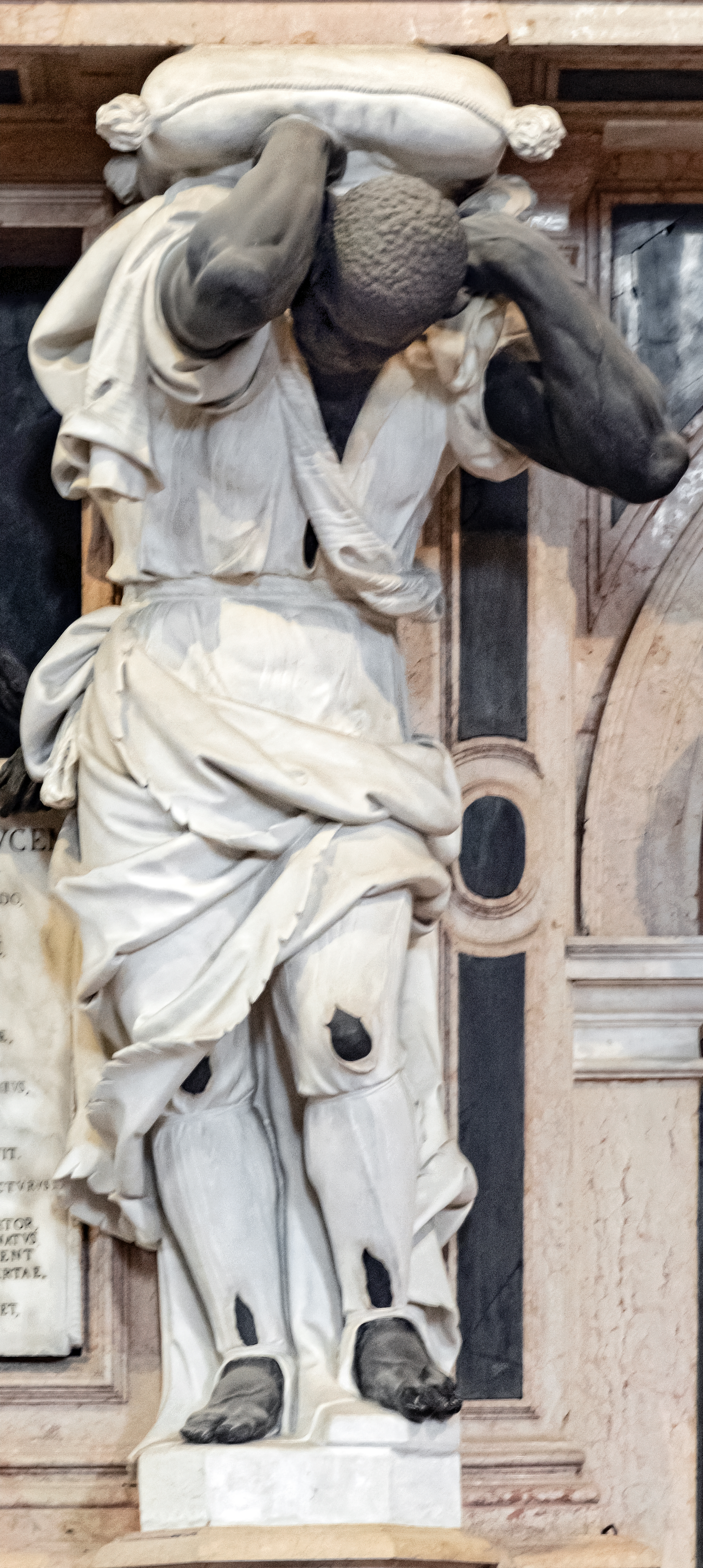
Second télamon de gauche.
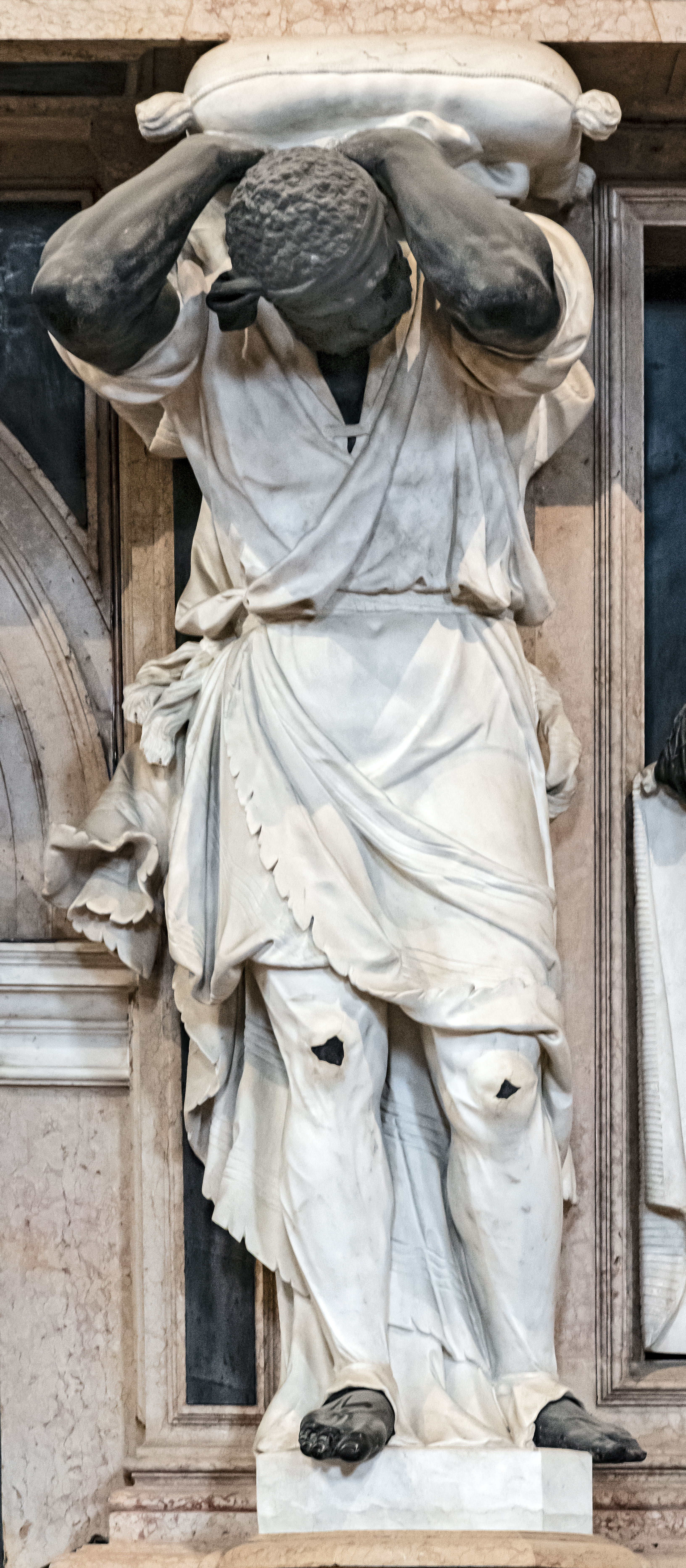
Premier télamon de droite.
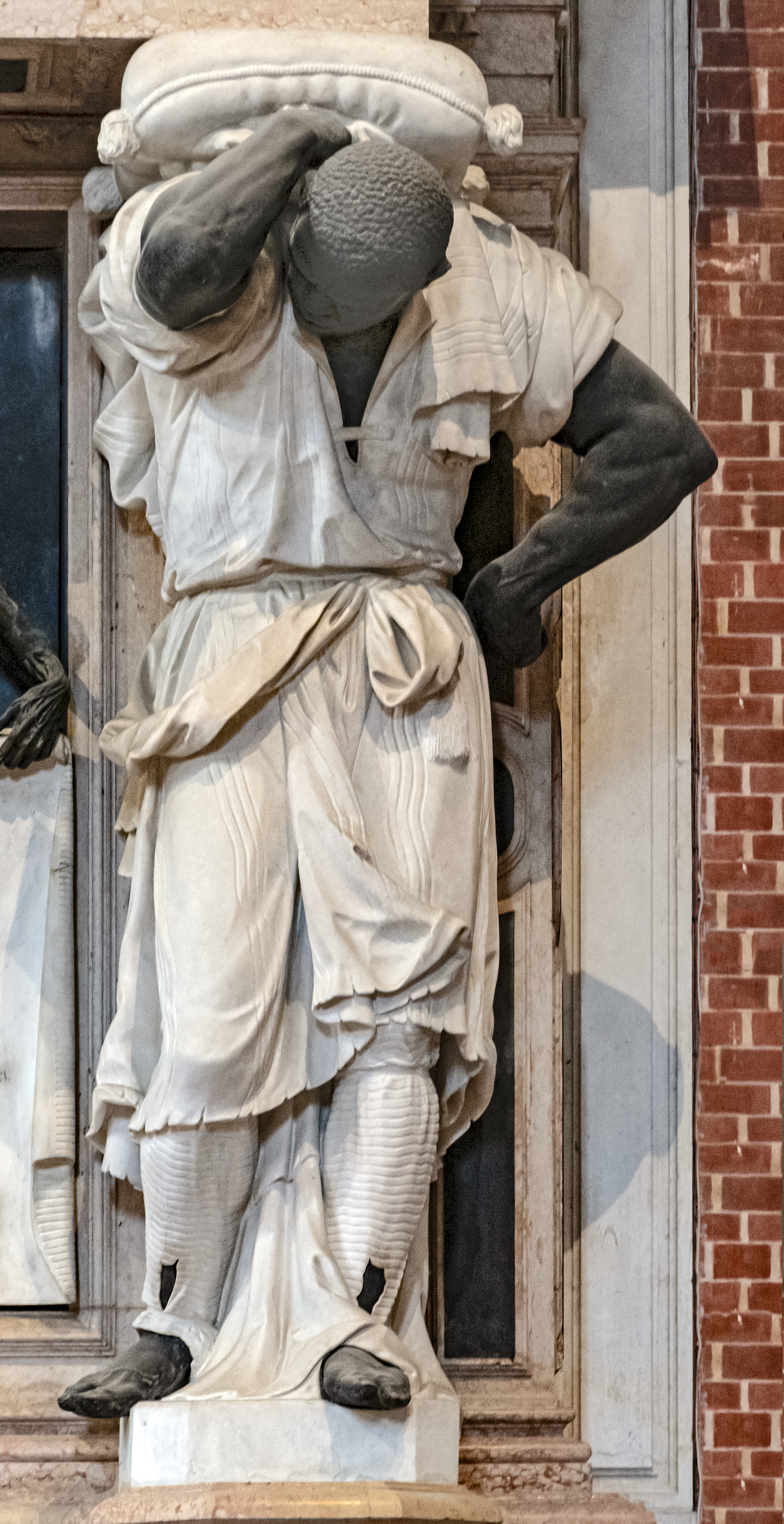
Second télamon de droite.
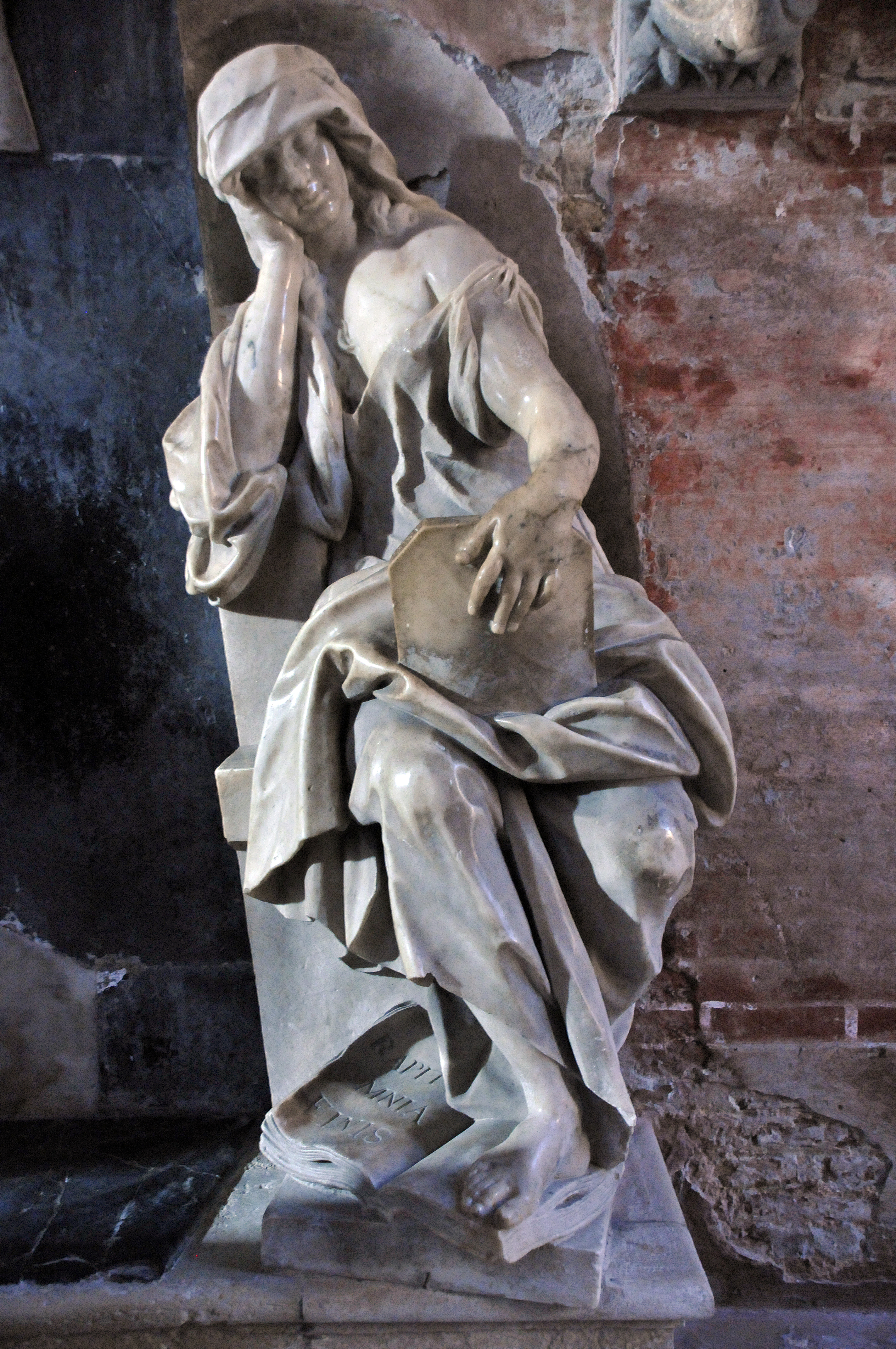
Mélancolie, monument funéraire au peintre Melchiore Lanza, basilique San Zanipolo (Venise).
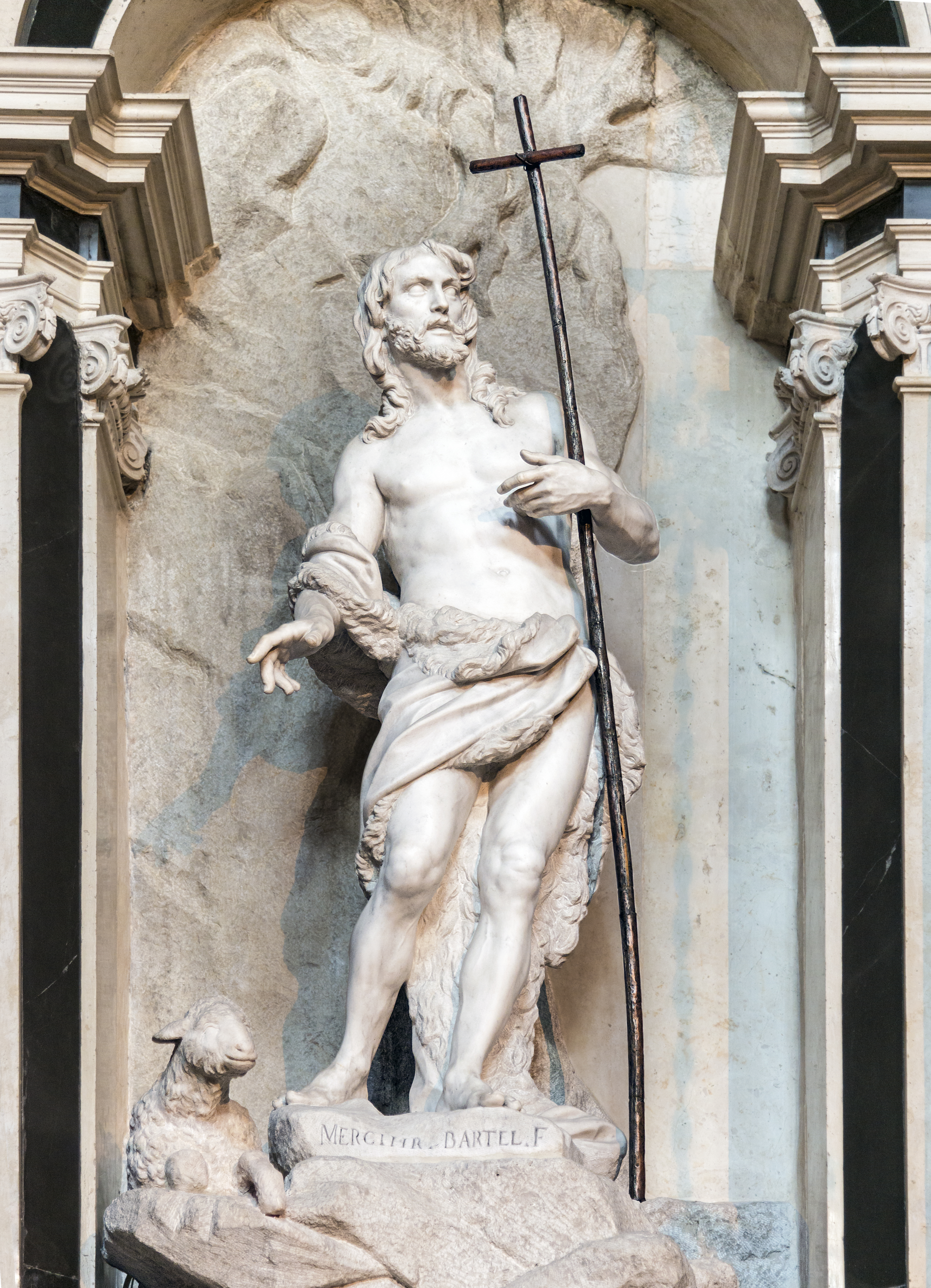
Melchior Barthel, statue du retable représentant saint Jean-Baptiste, église Santa Maria di Nazareth, chapelle Mora (Venise).